# Мечеть Калян
Мечеть Калян (узб. Masjidi Kalon от перс. مسجد کلان‎ — «Большая мечеть») — главная пятничная мечеть Бухары (Узбекистан). Вторая крупная, после Биби-Ханым, из сохранившихся в Центральной Азии джума-мечетей. Вмещает одновременно до 12000 человек.
По археологическим исследованиям, под ныне существующей мечетью находятся остатки ещё двух. Нижняя из них является постройкой Арслан-хана (1102—1130). Арсланхановская мечеть имела те же габариты, что и ныне существующее здание. Это была самая большая мечеть Мавераннахра до постройки мечети Биби-Ханым в Самарканде в 1399—1404 годах. Вторая мечеть, первой четверти — середины XIV века, была того же типа, но целиком кирпичная.
Третье, существующее сейчас, здание мечети была выстроена при Темуридах, как полагают, во время правления Мирзо Улугбека (1409—1449).
В 1514 году во время правления представителя узбекской династии Шейбанидов Убайдулла-хана (1512—1540; до 1533 года был регентом бухарских ханов — Кучкунджи-хана и Абу Саид-хана) был предпринят большой ремонт соборной мечети: капитально перестроена и декорирована майоликой и изразцами фасадная часть мечети; в помещении максуры устроена декорированная эпиграфическими и растительными орнаментами из полихромной наборной мозаики новая михрабная нища. Мозаичный михраб подписан мастером — известным каллиграфом, великолепно писавший почерком насталик — Баязидом ал Пурани.
В 1542 году в нишу входного портала была вмонтирована мраморная доска с текстом указа от имени сына Убайдулла-хана Абдулазиз-хана (1540—1550) об освобождении жителей Бухары от некоторых налогов, выполненная искусным каллиграфом Мир-шейхом ал-Пуррани. В 1996 году напротив этой доски вмонтировали мраморную доску того же размера с указом первого Президента Узбекистана Ислама Каримова о передаче мечети в юрисдикцию Управления мусульман Узбекистана.
Вакуфные грамоты мечети Калян впервые были переведены на узбекский язык М. Ю. Саиджановым.
В 1997 году, в связи с 2500-летним юбилеем Бухары по инициативе Ислама Каримова мечеть Калян была вновь отремонтирована.

## Архитектура
Периметр мечети (130x80 метров) имеет традиционный прямоугольный план с четырьмя айванами. Проходной, восточный айван на входе оформлен внешним порталом, обращен на площадь Пои-Калян, внутренний портал обращен во двор мечети. Опорой перекрытия сводчатым галереям с 288 куполами, обходящей по периметру двор мечети, служат 208 монументальных пилонов. Продольная ось двора завершается максурой — портально-купольным объёмом здания с крестообразным залом, над которым возносится голубой массивный купол на мозаичном барабане. Два больших голубых купола обозначают местоположение молельной ниши. У внутреннего портала, над местом захоронения одного из первых имамов мечети в 1915 году народным бухарским зодчим усто Ширин Мурадовым выстроен восьмигранный павильон, исполняющий роль кафедры. Фасад облицован с помощью мозаики и кирпичей, покрытых цветной глазурью. Среди орнамента мозаики сохранилось имя строителя — Баязида ал Пурани.
Опорой многокупольного перекрытия галереи (288 куполов), обходящей двор мечети Калян, служат 208 колонн. Продольная ось двора завершается портально-купольным зданием мечети с крестообразным залом, над которым возносится голубой массивный купол на мозаичном барабане.

## Галерея
- Внутренний двор
- Кибла-айван
- Столб галереи
- Михраб
- Купол